# Haplohymenium triste
Haplohymenium triste är en bladmossart som först beskrevs av Vincenzo de Cesati, och fick sitt nu gällande namn av Nils Conrad Kindberg. Haplohymenium triste ingår i släktet Haplohymenium och familjen Anomodontaceae. Inga underarter finns listade i Catalogue of Life.